# ISpace
iSpace ist der Markenname, unter dem der chinesische Raketenhersteller Beijing Interstellar Glory Space Technology Ltd. (chinesisch 北京星际荣耀空间科技有限公司, etwa „Raumfahrttechnologie ‚Interstellarer Ruhm‘ Peking GmbH“; kurz Space Honor, „Weltraumehre“) seine Raumfahrtdienstleistungen anbietet. Das Unternehmen wurde im Oktober 2016 mit einem Stammkapital von 17,7 Millionen Yuan gegründet.
Es ist eines von vielen Start-Ups, die seit der Öffnung des chinesischen Raumfahrtmarkts für Privatkapital im Jahr 2014 entstanden sind.
iSpace entwickelte zunächst die Höhenforschungsrakete Hyperbola-1Z (chinesisch 双曲线一号Z, Pinyin Shuāng qūxiàn yī hào Z, kurz SQX-1Z). Es folgte die orbitale Trägerrakete Hyperbola-1 (Shuang Quxian-1, kurz SQX-1), welche am 25. Juli 2019 erfolgreich ihren Erstflug absolvierte. iSpace ist damit das erste chinesische Privatunternehmen, dem ein Satellitenstart gelungen ist.

## Raketenmodelle

### Hyperbola-1S und -1Z
Die Hyperbola-1S war eine einstufige, suborbitale Testrakete mit Feststoffantrieb. Sie war 8,4 Meter hoch und 4,6 Tonnen schwer. Das einzige Exemplar der Rakete startete am 4. April 2018 von der Höhenforschungsabteilung Hainan, einem Startplatz für Höhenforschungsraketen der Chinesischen Akademie der Wissenschaften im Westen der Insel, und erreichte eine Höhe von 108 km. Eine weiterentwickelte Version mit Gitterflossen – die Hyperbola-1Z – startete am 5. September 2018 vom Kosmodrom Jiuquan. Nach Angaben von iSpace brachte sie während ihres gut siebeneinhalbminütigen Fluges drei experimentelle Nutzlasten eine Höhe von ebenfalls 108 km.

### Hyperbola-1
Die Hyperbola-1 ist als vierstufige Rakete ausgelegt, die wie die Hyperbola-1Z zu Beginn des Flugs in der Atmosphäre mit vier Gitterflossen an der Basis gesteuert wird. Bei der ersten Version der Rakete, die am 25. Juli 2019 einen Amateurfunksatelliten und weitere Nutzlasten erfolgreich in einen 300 km hohen Orbit beförderte, verwendeten die ersten drei Stufen festen Treibstoff und die vierte einen Flüssigkeitsantrieb. Jene Rakete war 20,8 Meter hoch, hatte einen Durchmesser von 1,4 Metern und erreichte ein Startgewicht von 31 Tonnen. Sie konnte laut Herstellerangaben bis zu 300 kg schwere Nutzlasten in eine niedrige Erdumlaufbahn (LEO) befördern. Der Preis pro Start betrug umgerechnet 4,5 Millionen Euro.
Am 1. Februar 2021 kam eine überarbeitete Version der Rakete zum Einsatz, bei der alle vier Stufen Feststofftriebwerke verwenden; nur die Lageregelungstriebwerke arbeiten mit Flüssigtreibstoff (Distickstofftetroxid und Monomethylhydrazin). Die neue Version hat ebenfalls einen Durchmesser von 1,4 Metern, ist aber 24 Meter hoch und hat ein Startgewicht von 42 Tonnen. Der Startschub beträgt 770 kN. Jene Version kann nach Firmenangaben einen oder mehrere Satelliten im Gesamtgewicht von 300 kg in eine sonnensynchrone Umlaufbahn von 500 km Höhe befördern, und 225 kg in eine sonnensynchrone Umlaufbahn von 700 km Höhe.
Der Erstflug der neuen Version war jedoch ein Fehlschlag. Die Rakete nahm nach einem zunächst erfolgreichen Start eine irreguläre Flugbahn ein und stürzte ab.
Ursache war ein Stück Wärmeisolierungsschaum, das sich gelöst hatte und auf die Gitterflosse IV am unteren Ende der Rakete gefallen war. Durch den Luftdruck hatte sich der Fremdkörper zunächst festgeklemmt und ein Schwenken der Gitterflosse verhindert. Bald darauf wurde das Stück Isolierschaum weggeblasen und die Gitterflosse reagierte wieder auf die Steuerbefehle. In kurzer Zeit drehte sich die Flosse um mehr als 30°, was zu einer plötzlichen Lageänderung der Rakete und dem Absturz führte.
Beim nächsten Start am 3. August 2021 hob die Rakete zwar zunächst vom Kosmodrom Jiuquan ab, zeigte dann aber während des Fluges eine Anomalie, und nachdem sich die Nutzlast von der Rakete getrennt hatte, konnte sie den gewünschten Orbit (eine sonnensynchrone Umlaufbahn von 500 km Höhe) nicht einnehmen. Der Startversuch wurde als Fehlschlag gewertet.
Eine Analyse der Telemetriedaten ergab, dass die Feststofftriebwerke aller vier Stufen ordnungsgemäß funktioniert hatten, ebenso wie die Lageregelungstriebwerke, die Stufentrennung und der Abtrennmechanismus der Nutzlast. Die beiden Hälften der Nutzlastverkleidung hatten sich jedoch nicht geöffnet.
Ursache war Silikon, das an der Abdeckung der fünften und/oder sechsten Verriegelungsschraube entlang der in Flugrichtung rechten Trennnaht der Nutzlastverkleidung festgeklebt war. Das Phänomen konnte bei Versuchen auf dem Boden reproduziert werden und sollte durch verstärkte Qualitätskontrolle unterbunden werden.
Auch der nächste Startversuch am 13. Mai 2022 schlug fehl. In einem Treibstoffventil der dritten Stufe setzte sich ein Fremdkörper fest, sodass zu viel Treibstoff hindurchfloss und nach Leerung des Tanks die Lageregelungstriebwerke versagten. Die Rakete kam vom Kurs ab, was ihre Selbstzerstörung auslöste. Am 7. April 2023 gelang dann erstmals wieder ein erfolgreicher Start.

### Hyperbola-3
Im Jahr 2019 begann man an der zweistufigen, methangetriebenen Trägerrakete Hyperbola-3 zu arbeiten – die ursprünglich angedachte Hyperbola-2 wird seit Juli 2023 nicht mehr weiterverfolgt. Die erste Stufe der insgesamt 69 m langen Rakete soll in fernerer Zukunft auch vertikal landen können.
Ein erster diesbezüglicher Test fand am 2. November 2023 statt.
Es sind zwei Ausführungen vorgesehen: eine mittlere Version (双曲线三号中型) ohne Booster und eine große Version mit zwei wiederverwendbaren Boostern (双曲线三号大型). Da bei einer Wiederverwendung der ersten Stufe der Treibstoff für die Landung mitgeführt werden muss, reduziert sich in diesem Fall die maximal mögliche Nutzlast. So soll die mittlere Version der Rakete bei einmaliger Verwendung 10,4 t in eine sonnensynchrone Umlaufbahn von 500 km Höhe bringen können, bei Wiederverwendung der Erststufe dagegen nur 6,2 t.

## Startliste
Dies ist eine vollständige Liste der iSpace-Starts, Stand 30. Juni 2025
Bei den Nutzlasten handelte es sich bislang ausschließlich um chinesische Satelliten.
| Lfd. Nr. | Datum (UTC)         | Modell | Ser.-Nr. | Startplatz                      | Nutzlast 1                                                                                              | Höhe                | Anmerkungen                |
| -------- | ------------------- | ------ | -------- | ------------------------------- | --- | ------------------- | -------------------------- |
| 01       | 4. April 2018 18:00 | SQX-1S |          | Höhenforschungsabteilung Hainan | | 108 km              | Erfolg suborbital          |
| 02       | 5. Sep. 2018 05:00  | SQX-1Z |          | Jiuquan                         | Erebus 1 Tianfu Junrong 1 Chengdu Gaoxin 1                                                              | 108 km              | Erfolg suborbital          |
| 03       | 25. Juli 2019 05:00 | SQX-1  | Y1       | Jiuquan                         | CAS-7B (BP-1B) (Amateurfunksatellit) unbekannter Satellit weitere Nutzlasten auf der 4. Stufe befestigt | 300 km              | Erfolg                     |
| 04       | 1. Feb. 2021 08:15  | SQX-1  | Y2       | Jiuquan                         | unveröffentlichte Nutzlasten                                                                            |                     | Fehlschlag (→ Erläuterung) |
| 05       | 3. Aug. 2021 07:39  | SQX-1  | Y5       | Jiuquan                         | Jilin 1 Mofang 01A                                                                                      |                     | Fehlschlag (→ Erläuterung) |
| 06       | 13. Mai 2022 07:09  | SQX-1  |          | Jiuquan                         | Jilin 1 Mofang 01A(R)                                                                                   |                     | Fehlschlag                 |
| 07       | 7. April 2023 04:00 | SQX-1  |          | Jiuquan                         | Lianyungang (Massesimulator)                                                                            | 302 × 502 km, 97,3° | Erfolg                     |
| 08       | 17. Dez. 2023 07:00 | SQX-1  | Y7       | Jiuquan                         | Dier-1/Liangxi (experimentelle Raumkapsel)                                                              | 490 × 505 km, 97,4° | Erfolg                     |
| 09       | 11. Juli 2024       | SQX-1  |          | Jiuquan                         | 3× Yunyao-1 (Wettersatelliten)                                                                          |                     | Fehlschlag                 |
| 10       | 29. Juli 2025       | SQX-1  | Y10      | Jiuquan                         | Enshi Xidou Shanquan                                                                                    |                     | Erfolg                     |